# Cochon sarde
Porc sarde
Le cochon sarde, ou le porc sarde (porcu sardu en langue sarde), est une race porcine originaire de Sardaigne qui fait partie des six races indigènes qui existent en Italie.

## Histoire

### Culture nuragique et époque romaine
La race semble être présente sur l'île depuis le Néolithique (VIe millénaire av. J.-C.). Des fouilles ont attesté sa présence à l'époque nuragique (1800-238 av. J.-C.). On peut affirmer, à partir de restes d'os retrouvés au cours de ces fouilles archéologiques, que l’élevage porcin en Sardaigne a des origines très anciennes. On dispose de bronze nuragique ou bronzetti, statuettes de l'époque, qui représentent distinctement autant des porcs domestiques que des sangliers. Plus tard, à l’époque romaine, l’élevage porcin s’est considérablement développé en Sardaigne.

### Moyen Âge
Au Moyen Âge, au XIVe siècle, des documents écrits réglementaient l'élevage porcin (Code rural de Mariano IV, judiche d'Arborea, et dans la Carta de Logu de la judiche Éléonore d'Arborée).

### XVIIIème siècle
Francesco Cetti en parle dans une description de 1774 et le décrit comme suit : 

« la coda non è torta, come suole, né breve, ed ignuda, ma pende diritta, grossa, lunga oltre al ginocchio, piena di setole e pare la coda di un cavallo ..., ma sopra il fil della schiena le setole istanno ritte quasi una lamina ... »

— 1774 F. Cetti
.

### Traditions préservées aux XXIème siècle
Aujourd'hui dans les milieux ruraux, chez les bergers, l'élevage porcin sarde est une tradition bien préservée : chaque famille rurale élève au moins un porc pour son usage domestique. Cette  race est principalement répandue dans les zones boisées des hautes collines et montagnes de Nuoro et d'Ogliastra, ainsi qu'à Montiferru, Sassari, Campidano et Sarrabus-Gerrei. Il s'y pratique un élevage sauvage ou semi-sauvage, ce qui correspond à la tradition en Sardaigne dans les régions où les terres sont collectives.
La race a été officiellement reconnue par le décret ministériel du ministère de l'agriculture italienne n° 126/2004. 21664 le 8 juin 2006.

## Gastronomie
Le cochon sarde fait partie de la gastronomie de l'île, avec de nombreuses recettes qui incluent "un peu de viande sous la forme de jambons d'exception et de guanciale, de la joue de cochon séchée"
Les produits typiques à base de viande de porc sarde sont principalement : le jambon traditionnel, l'épaule avec joue et la saucisse caractéristique en forme d'anneau (sartizza a loriga en langue sarde).
Elle fait l'objet de reconnaissance par le mouvement slow food.